# Luffe (anatomi)
 For alternative betydninger, se Luffe. (Se også artikler, som begynder med Luffe)
En luffe er et fladt lem, typisk i stedet for et forben, der er udviklet til brug i vand. Forskellige dyr har udviklet luffer, eksempelvis pingvin (også kaldet "vinger"), hvaler, sæler og reptiler som skildpadder og de nu uddøde plesiosaurer, mosasaurer, ichthyosaurer og metriorhynchidr.
Brugen af termerne "finne" og "luffe" er ofte inkonsekvent selv inden for den videnskabelige litteratur. Svømmeorganerne på fisk bliver altid omtalt som finner og aldrig som luffer, mens lemmer der har udviklet sig til finne-lignende former bliver normalt omtalt som "luffer" frem for finner.